# Stare Miasto (Oświęcim)
Stare Miasto – historyczna część miasta Oświęcimia, w zachodniej części miasta. Stare Miasto stanowi starówkę Oświęcimia (prawa miejskie 1272), wokół oświęcimskiego rynku. Znajduje się tu wiele zabytków miasta. Od północny graniczy z Klucznikowicami.

## Zabudowa
- Rynek w Oświęcimiu
- Ratusz z lat 1872-1875
- Kamienica Ślebarskich z początku XIX wieku, w którym mieści się siedziba Sądu Rejonowego w Oświęcimiu
- kamienica o numerze 11 z XIX wieku, przebudowana w czasie II wojny światowej w duchu "Heimatstilu". Na przełomie XIX/XX wieku istniał w jej miejscu hotel "Herz", w którym gościł Józef Piłsudski